# Горожанская волость

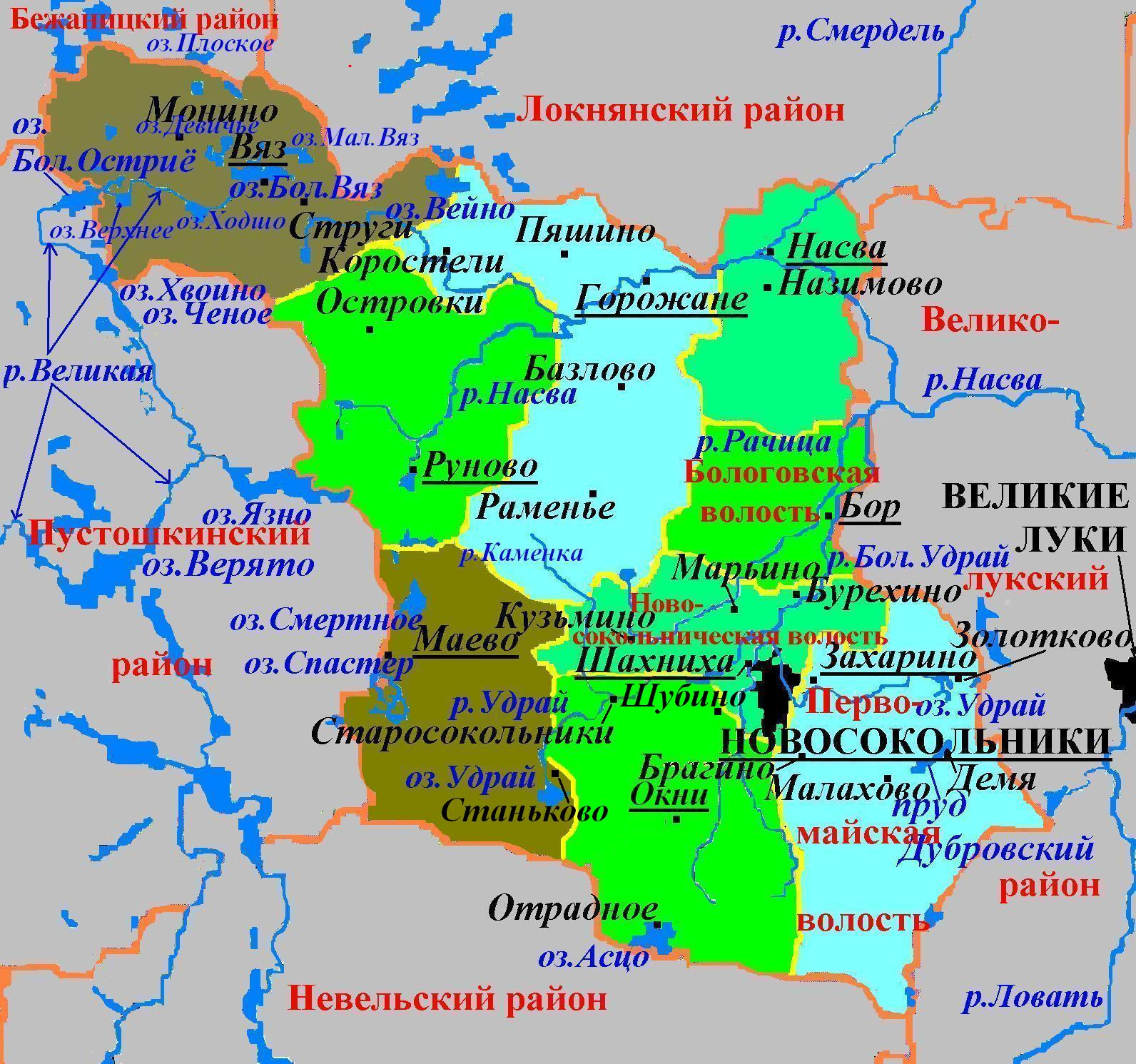
Административное деление Новосокольнического района в 2005—2015 гг.

Горожанская волость — упразднённая административно-территориальная единица 3-го уровня и бывшее муниципальное образование со статусом сельского поселения в Новосокольническом районе Псковской области России.
Административным центром была деревня Горожане.

## География
Территория волости граничила на западе с Вязовской и Руновской, на юге — с Маевской и Новосокольнической, на востоке — с Насвинской и Бологовской волостями Новосокольнического района, на севере — с Локнянским районом Псковской области.

## Население
| 2002 | 2010 | 2012 | 2013 | 2014 | 2015 |
| ---- | ---- | ---- | ---- | ---- | ---- |
| 655  | ↗788 | ↘739 | ↘680 | ↘640 | ↘620 |

## Населённые пункты
В состав Горожанской волости входило 45 деревень: Брагино, Горожане, Дружинино, Конново, Мартиново, Мелехово, Пяшино, Фёдоровское, Валовики, Ильино, Коростели, Крапивно, Лебедево, Поперино, Самохвалово, Ярцево, Андрейково, Астратово, Базлово, Борисово, Бритвино, Грыжово, Жолобово, Зайково, Коростели, Климово, Лёхово, Лутковец, Морщилово, Мухино, Нестерово, Починки, Раменье, Рыкшино, Савино, Семеново, Страхново, Торхово, Фетинино, Филково, Щепчино, Лог, Чупрово, Маньково, Суворово.

## История
Постановлением Псковского областного Собрания депутатов от 26 января 1995 года все сельсоветы в Псковской области были переименованы в волости, в том числе Горожанский сельсовет был превращён в Горожанскую волость.
Законом Псковской области от 28 февраля 2005 года в границах Горожанской и упразднённой Раменской волостей было также создано муниципальное образование Горожанская волость со статусом сельского поселения с 1 января 2006 года в составе муниципального образования Себежский район со статусом муниципального района.
В апреле 2015 года Горожанская волость была упразднена и вошла в состав сельского поселения Насвинская волость.

## Археология
На археологическом памятнике у деревни Горожане найдены предметы третьей четверти I тыс. н. э. — XII—XIII вв., хотя основная часть датируется X—XI веками: 245 монет, в том числе византийский фоллис Романа Первого, датированный 920—944 годами, фрагмент подвески со знаком Рюриковичей, бусы, 45 наконечников стрел, весы, гирьки, перекрестье меча, предметы из стекла, глины, камня, чёрного и цветного металла.